# Heriades psiadiae
Heriades psiadiae är en biart som beskrevs av pauly, Griswold och > 2001. Heriades psiadiae ingår i släktet väggbin, och familjen buksamlarbin. Inga underarter finns listade i Catalogue of Life.